# Ciutat de la Justícia (metropolitana di Barcellona)
Ciutat de la Justícia è una stazione della Linea 10 Sud della metropolitana di Barcellona, operata da  TMB. La stazione è situata nel comune di Hospitalet de Llobregat lungo l'Avinguda de la Gran Via, all'altezza di Plaça Ildefons Cerdà e consente un accesso diretto al complesso Ciutat de la Justícia che ospita gli edifici dei tribunali dell'area metropolitana di Barcellona.
La stazione è stata inaugurata e aperta al servizio pubblico il 23 novembre 2019 ed è situata a 42 metri di profondità e serve da interscambio con la vicina stazione Ildefons Cerdà, distante 200 metri e con cui non possiede un collegamento diretto, servita dalla linea L8 della metropolitana e dai treni regionali della linea Llobregat-Anoia, gestiti entrambi da FGC.

## Caratteristiche
La struttura della stazione è a pozzo, con un diametro di 29,6 m e le banchine sono accessibili tramite un sistema di sei ascensori ad alta capacità più due ascensori adatti alle persone a mobilità ridotta. Sono presenti anche due scale di emergenza (pedonali) in caso di guasto o indisponibilità degli ascensori, per un totale di 298 gradini.
La stazione è disposta su quattro livelli: il piano superiore ospita il vestibolo e le biglietterie, il secondo piano costituisce l'accesso alle banchine, il terzo livello consente l'accesso ai treni in direzione Collblanc, mentre l'ultimo livello, il più profondo, serve per accedere ai treni in direzione Foc (i binari sono disposti su due piani sovrapposti a seconda del senso di marcia).
Le banchine di accesso ai treni sono lunghe 100 m e sono dotate di barriere di protezione anti-caduta trasparenti con porte ad apertura automatica in corrispondenza delle porte del treno nel punto di arresto (gestito dal sistema di guida automatica).. Una cura particolare è stata posta per l'illuminazione, realizzata con grandi anelli luminosi disposti in modo scenografico lungo tutto il percorso che va dal vestibolo ai marciapiedi di accesso.

## Accessi
- Avinguda de la Gran Via (Ciutat de la Justícia)
- Avinguda de la Gran Via / Carrer de Alhambra